# Lepanthes geminipetala
Lepanthes geminipetala är en orkidéart som beskrevs av Carlyle August Luer och José Portilla. Lepanthes geminipetala ingår i släktet Lepanthes och familjen orkidéer.
Artens utbredningsområde är Ecuador. Inga underarter finns listade i Catalogue of Life.